# 특선영화
《특선영화》(Special Movie)는 나라별 지상파 텔레비전 방송국의 명절이나 기념일 따위를 위해, 비정기적으로 방송하는 시네마 전문 프로그램이다.

## 특징
- 외화에서 더빙 혹은 자막으로 사용한다.
- 방송이 불가능한 소재를 다루거나 방송 심의상 문제가 되는 장면들이 심심치 않게 등장하는 영화들이 많기 때문에, 모욕되는 말이 욕설을 사용할 경우, 무음(부저음)으로 처리한다.
- 상표명이나 간접 흡연 혹은 도검, 단검, 나이프 노출될 경우, 모자이크(뿌옇게 처리하는 특수 효과)를 처리한다.
- 다만, 재난이나 팬더믹(범유행) 등 정규 방송 프로그램 편성이 곤란할 경우 편성 공백을 메우는 경우가 있다.
- 특히, IPTV 서비스 채널 중 어린이 채널인 투니버스의 경우, 가장 중대한 사건사고 등 국가적인 변고가 발생하면, 정규 편성 애니메이션 프로그램을 중단하는 대신, 극장용 애니메이션으로 대체 편성하는 경우가 있다.

## 대한민국
텔레비전 방송이 개국한 이후, 1960년대에 특선영화가 신설되었고, 1970년대부터는 텔레비전 보급과 대중화에 힘입어 방송 시간이 늘어나면서 다양한 영화 작품이 선풍적인 인기를 끌었다. 그러나 2010년대에 들어서면서 IPTV와 OTT 콘텐츠의 급부상으로 인해 이러한 영화 편성은 크게 줄어드는 추세를 보이고 있다.

## 같이 보기
- 영화
- 결방